# 스마트북

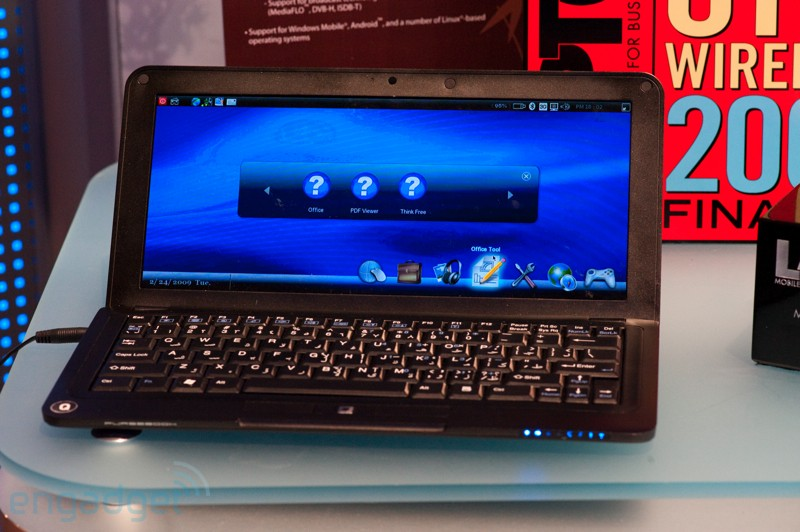
위스트론 퍼스북(Wistron Pursebook): 1GHz 스냅드레곤(Snapdragon) ARM CPU (2009년 4월).

스마트북(smartbook)은 2009년부터 2010년 사이에 생산되었던 스마트폰과 넷북 컴퓨터의 특정 기능을 결합한 모바일 장치의 한 종류였다.
스마트북은 5인치에서 10인치 화면 크기와 물리적 또는 소프트 터치스크린 키보드를 갖춘 랩톱 또는 태블릿 스타일 본체에 상시 켜짐, 하루 종일 지속되는 배터리 수명, 3세대 이동 통신, 와이파이 연결 및 GPS (모두 스마트폰에서 일반적으로 발견되는 기능)와 같은 기능이 광고되었다.
독일의 한 회사는 스마트북이라는 브랜드로 랩톱을 판매했으며 여러 나라(미국, 중화인민공화국, 일본, 인도 등 일부 주요 시장 제외)에서 해당 단어에 대한 상표를 보유하고 있었다. 이 회사는 다른 회사들이 자사 제품을 설명하는 데 스마트북이라는 용어를 사용하는 것을 선점하기 위해 조치를 취했다.
스마트북은 생산성보다는 엔터테인먼트 목적으로 더 많이 설계되는 경향이 있었고 일반적으로 온라인 애플리케이션과 함께 작동하도록 목표가 정해졌다. 이들은 휴대 전화처럼 이동 통신망 사업자를 통해 무선 데이터 요금제와 함께 보조금 형태로 판매될 것으로 예상되었다.
안드로이드 태블릿 및 아이패드와 같은 훨씬 더 인기 있는 태블릿 컴퓨터의 등장과 기존 데스크톱 컴퓨터 및 랩톱의 지속적인 인기가 스마트북을 대체했다.

## 역사
스마트북 개념은 2009년 5월 퀄컴이 스냅드래곤 기술 마케팅 중에 언급했으며, 같은 해 말에 제품이 출시될 것으로 예상되었다. 주요 소프트웨어(특히 어도비의 독점 Flash Player)를 ARM 아키텍처에 적용하는 데 어려움이 있었고, 이로 인해 2010년 1분기까지 출시가 지연되었다.
스마트북은 일반적으로 데스크톱 및 랩톱 컴퓨터에 사용되는 프로세서보다 에너지 효율적인 프로세서를 사용했을 것이다. 첫 번째 스마트북은 구글의 안드로이드 또는 크롬OS와 같은 리눅스 운영체제의 변형을 사용할 것으로 예상되었다. ARM 프로세서는 X86 프로세서를 사용하는 많은 대형 장치보다 더 긴 배터리 수명을 달성할 수 있도록 해 주었을 것이다.
2010년 2월, ABI 리서치는 2015년에 1억 6천 3백만 대의 스마트북이 출하될 것으로 예상했다.
많은 나라에서 스마트북이라는 단어는 Smartbook AG가 등록한 상표였다. 2009년 8월, 독일 법원은 퀄컴이 Smartbook AG가 언급되지 않은 스마트북이라는 단어를 포함하는 모든 웹페이지에 대해 독일 내 접근을 차단해야 한다고 판결했다. Smartbook AG는 자사의 상표를 방어했다.
2010년 2월 판결로 레노버는 해당 용어를 사용할 수 없게 되었다.
2010년 말, 퀄컴 CEO 폴 제이컵스는 아이패드와 같은 태블릿 컴퓨터가 이미 스마트북의 틈새시장을 차지했음을 인정하며 해당 명칭을 포기했다.
2011년 2월, 퀄컴은 독일 특허청이 "smart"와 "book"이라는 단어를 사용할 수 있다고 판결하면서 법적 싸움에서 승리했다. 하지만 여러 상표가 등록되었다.

## 디자인

### 올웨이즈 이노베이팅 터치북
2009년 3월, 올웨이즈 이노베이팅(Always Innovating) 회사는 터치북을 발표했다. 이 기기는 텍사스 인스트루먼트 OMAP 3530에 기반했으며, 이는 ARM Cortex-A8 아키텍처를 구현했다. 원래 텍사스 인스트루먼트의 비글보드에서 개발되었다. 터치스크린과 두 번째 배터리가 포함된 분리형 키보드를 갖추고 있었다. 이 기기는 리눅스 운영체제와 함께 제공되었으며, 회사는 하드웨어 디자인 라이선스를 제공했다.

### 샤프 넷워커

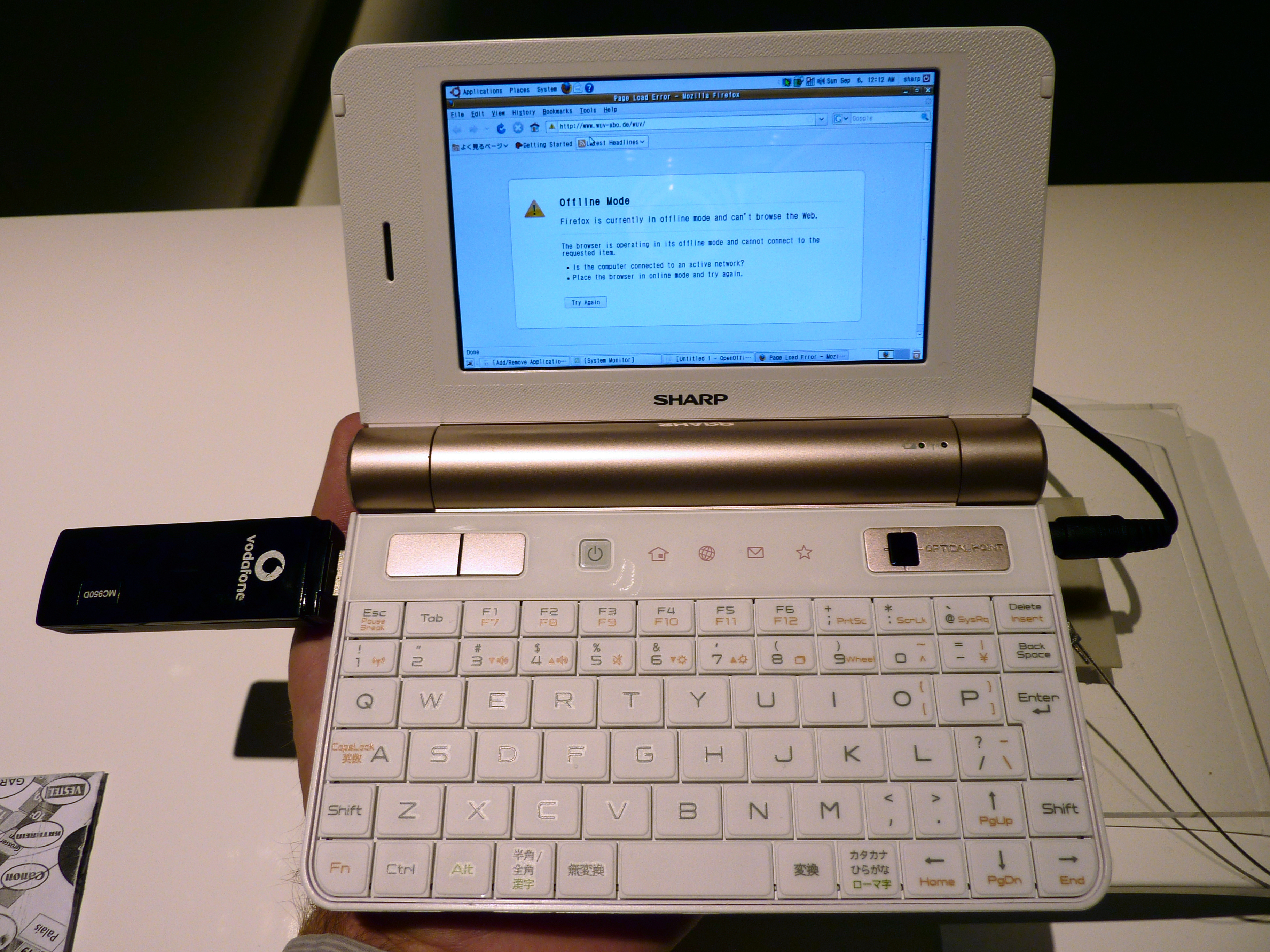
IFA 2009에서 전시된 샤프 PC-Z1

샤프 일렉트로닉스는 2009년 8월 PC-Z1 "넷워커" 기기를 출시했으며, 2009년 10월에 배송될 예정이라고 밝혔다. 이 기기는 5.5인치 터치스크린을 특징으로 하며, ARM Cortex-A8 기반 프리스케일 i.MX515에서 우분투를 실행하고 작은 조개 껍질 디자인으로 포장되었다. 샤프는 이 기기가 500그램 미만이며 한 번 충전으로 10시간 작동한다고 보고했다. 이 기기는 720p 비디오를 실행하고 2D 및 3D 그래픽 가속을 모두 지원한다고 알려졌다. 어도비 플래시 라이트 3.1이 설치되어 제공된다.

### 페가트론 프로토타입
에이수스의 계열사인 페가트론은 2009년 8월 스마트북 작동 프로토타입을 선보였다. 이 프로토타입은 ARM Cortex-A8 기반 프리스케일 i.MX515를 기반으로 2D/3D 그래픽 및 720p HD 비디오를 지원하며, 512MB DDR2 RAM, 1024x600 해상도의 8.9인치 LCD 화면, 블루투스 2.0, 802.11g를 갖추고 SD 카드로 작동했다. 또한 USB 포트 1개와 마이크로 USB 포트 1개, VGA 포트 및 카드 리더기도 탑재되었다. 이 스마트북은 우분투 넷북 9.04를 실행했으며, 구버전의 어도비 플래시 플레이어가 포함되어 있었다. 페가트론 스마트북 프로토타입의 자재 명세서는 120미국 달러였다.
2009년 11월, 페가트론은 2010년 초에 출시될 스마트북에 대해 대량 주문을 받았다고 밝혔다. 이 기기들은 보조금 적용 시 약 200달러에 판매될 것으로 소문이 돌았다. 에이수스는 2010년 1분기에 자체 스마트북을 출시할 계획을 발표했다.

### 레노버 스카이라이트
퀄컴은 2009년 11월 12일 분석가 회의에서 스마트북을 발표할 예정이었다.
레노버 기기 콘셉트가 공개되었고 2010년 1월에 발표되었다.
2010년 5월, 스카이라이트는 취소되었다.

### 컴팩 에어라이프 100
2010년 1월 말, 미국 연방 통신 위원회 (FCC) 목록에 HP의 스마트북으로 지칭되는 기기가 등장했으며, 같은 기기의 프로토타입은 이미 이전에 공개된 바 있다. 2월 초 바르셀로나에서 열린 모바일 월드 콩그레스에서 HP는 이 기기를 시장에 출시할 것이라고 발표했다. 사양은 다음과 같을 가능성이 높다:
- CPU: 1 GHz 퀄컴 스냅드래곤 프로세서
- 운영체제: 안드로이드
- 디스플레이: 10.1 인치 터치스크린
- 저장 공간: 16 GB SSD
- 네트워크: 3세대 이동 통신 및 와이파이
- 배터리: 최대 12시간, 절전 모드에서 10일

2010년 3월 말, 이 스마트북은 FCC에 다시 등장했는데, 이번에는 3세대 이동 통신 기능을 명시했다. FCC에 따르면 이 기기는 GSM 850 및 1900, 그리고 WCDMA II 및 V 대역을 지원할 예정이다. 이러한 WCDMA 대역은 미국 내 AT&T 네트워크 사용을 시사할 수 있다. 제품 세부 정보는 현재 HP 웹사이트에서 확인할 수 있다.

### 도시바 AC100
2010년 6월, 도시바의 스마트북 기기가 발표되었다. 이 기기는 엔비디아 테그라 프로세서를 탑재하고 있으며, 최대 7일 동안 절전 모드를 유지할 수 있다. 이 기기는 영국 도시바 사이트에서 공식적으로 구매할 수 있었다. 원래 안드로이드 v2.1과 함께 제공되었으며(2011년 이후 v2.2로 업그레이드 가능) 맞춤형 리눅스 배포판을 실행하도록 수정될 수도 있다.
일본에서는 "다이나북 AZ"로 판매되었다.

### 게네시 에피카 MX
게네시 회사는 2010년 8월 에피카 라인의 일부로 MX 스마트북을 발표했다.
원래 가격은 349 미국 달러였으며, 일부 평론가들은 이 정의에 맞을 만큼 작은지 의문을 제기했다. 이것은 앞서 언급된 페가트론 디자인의 파생 모델이다.

### 기타
2009년 9월, 폭스콘은 스마트북 개발에 착수했다고 발표했다.
2009년 11월, 퀀타 컴퓨터의 스냅드래곤 기반 안드로이드 구동 스마트북 시제품이 공개되었다. 에이서와 같은 회사들은 스마트북을 출시할 계획이었으나, 태블릿, 맥북 에어 및 울트라북의 인기로 인해 계획이 취소되었다.

## 같이 보기
- 울트라 모바일 PC
- 스마트폰